# Макаров, Павел Сергеевич
Па́вел Серге́евич Мака́ров (1914 — ????) — механизатор колхоза «Победа», Украинская ССР. Герой Социалистического Труда (1966)

## Биография
Родился в 1914 году.
В 1932 году окончил курсы при МТС и стал комбайнёром.
С 1958 года — механизатор колхоза «Победа».
Участник Великой Отечественной войны, удостоился боевых наград.

## Награды
- Герой Социалистического Труда (1966).
- дважды Орден Ленина
- медали.